# Liou Che
Liou Che (čínsky pchin-jinem Liú Hè, znaky zjednodušené 刘鹤, tradiční 劉鶴‎; * 25. ledna 1952 Peking) je čínský ekonom a politik, současný člen politbyra ústředního výboru Komunistické strany Číny a jeden z místopředsedů Státní rady Číny. Je rovněž ředitelem ústřední komise pro finanční a ekonomické věci; v jejím čele stojí generální tajemník ústředního výboru Komunistické strany Číny Si Ťin-pching.
Místopředsedou byl jmenován 19. března 2018. Vede Výbor pro finanční stabilitu a rozvoj.
Je označován za „jednoho z technokratů, kterým Si Ťin-pching velmi důvěřuje“.

## Vzdělání
Střední školu navštěvoval v Pekingu. V roce 1983 získal titul Bachelor of Science z průmyslové ekonomiky a managementu na Čínské lidové univerzitě a v roce 1986 titul Master of Science z průmyslové ekonomiky. V letech 1992–1993 působil jako vědecký pracovník na Seton Hall University. V roce 1995 získal titul Master of Public Administration na Harvard Kennedy School.

## Kariéra
Je autorem řady publikací o makroekonomii, politice průmyslového a ekonomického rozvoje Číny, nové ekonomické teorii a informačním průmyslu. Pracoval postupně pro Národní rozvojovou a reformní komisi, Státní informační centrum a Výzkumné centrum pro rozvoj Státní rady.
Od roku 2013 začal radit generálnímu tajemníkovi Si Ťin-pchingovi v řadě ekonomických iniciativ a byl považován za jednoho z hlavních architektů čínské hospodářské politiky. Byl také členem 18. ústředního výboru Komunistické strany Číny. V roce 2018 přednesl hlavní projev na Světovém ekonomickém fóru v Davosu.
Na XIX. sjezdu Komunistické strany Číny v říjnu 2017 byl povýšen do politbyra ÚV KS Číny. V březnu 2018 byl jmenován místopředsedou Státní rady Číny. V květnu 2018 byl rovněž jmenován hlavním obchodním vyjednavačem pro obchodní válku mezi Čínou a Spojenými státy. Na začátku října 2019 jednal se svými americkými protějšky o předběžné obchodní dohodě.
Stojí v čele Výboru pro finanční stabilitu a rozvoj a byl jedním z klíčových činitelů při zásahu proti společnosti Ant Group.
Dne 22. března 2022 byl spolu se státním poradcem Wangem Jungem vyslán do Wu-čou v Kuang-si, aby se zabývali havárií letu China Eastern Airlines 5735.

## Rodina

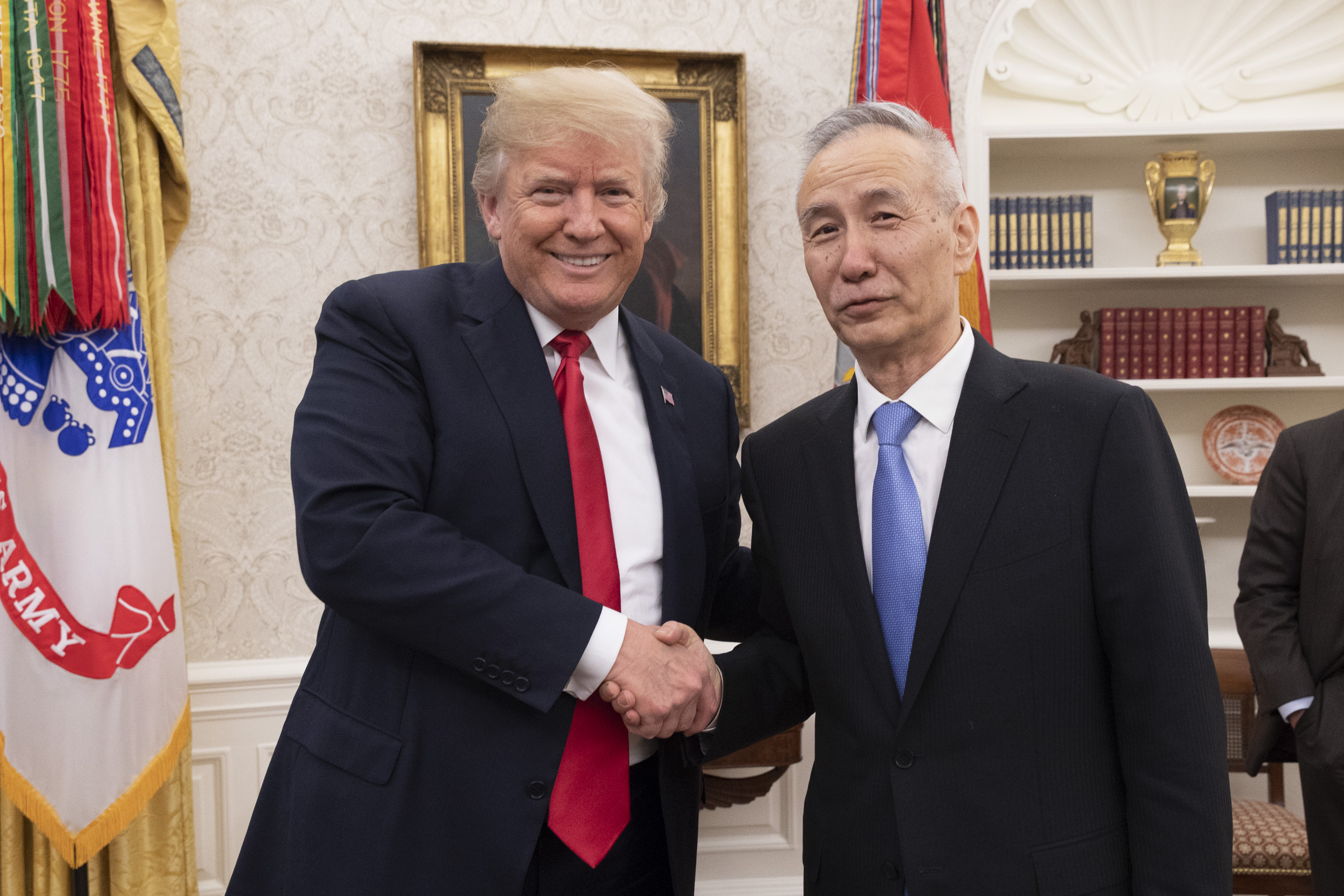
Liou s americkým prezidentem Donaldem Trumpem v Oválné pracovně (2018)

Je otcem Lioua Tchien-žana, předsedy společnosti Tianyi Ziteng Asset Management (alternativně známé jako Skycus Capital).